# 等離子顯示屏
電漿顯示器（Plasma Display Panel）又稱為等離子顯示器，光線由兩塊玻璃之間的離子，射向磷質而發出。与液晶显示器不同，放出的氣體並無水銀成份，而是使用鈍氣氖及氙混合而成，這種氣體是無害氣體。
電漿顯示器甚為光亮（1000 lx或以上），可顯示更多種顏色，也可製造出較大面積的顯示器，最大對角可達381厘米（150吋）。等離子顯示屏的對比度亦高，可製造出全黑效果，對觀看電影尤其適合。顯示屏厚度只有6厘米，連同其他電路板，厚度亦只有10厘米，是一種早期的平面顯示屏幕。
電漿的發光原理是在真空玻璃管中注入惰性氣體或水銀蒸氣，加電壓之後，使氣體產生等離子效應，放出紫外線，激發荧光粉而产生可见光，利用激發時間的長短來產生不同的亮度。電漿顯示器中，每一个像素都是三个不同颜色（三原色）的等离子发光體所产生的。由於它是每個獨立的發光體在同一時間一次點亮的，所以特別清晰鮮明，類似於現在的LED概念。但是採用電漿燈效率較低，而且使得顯示器的使用壽命約5~6萬個小時。隨著使用的時間的增加，其亮度會衰退，由於這些問題的存在，現在大多已經停止生產使用。

## 歷史

### 早期

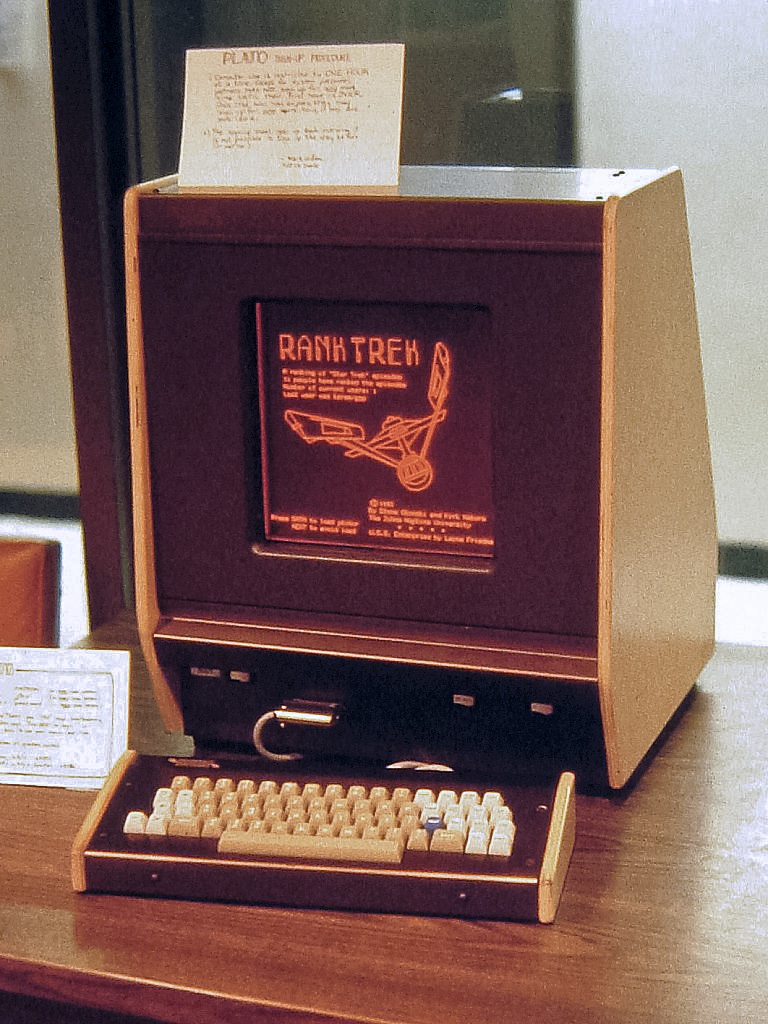
電漿螢幕最先使用在PLATO電腦上。這台PLATO V是顯示灰階橙的顏色。

電漿顯示器於1964年由美國伊利諾大學兩位教授Donald L. Bitzer及H. Gene Slottow及研究生Robert Willson發明，當時是使用於PLATO電腦系統。
1980年代，個人電腦剛剛普及，電漿顯示器當時曾一度拿來用作電腦螢幕。這是由於當時的液晶顯示發展仍未成熟，只能進行黑白顯示，對比低且液晶反應時間太長的原因所致。直到薄膜電晶體液晶顯示器（TFT-LCD）得以發明，電漿顯示器才漸漸退出電腦螢幕市場。

### 1983
1983年的時候，IBM發表了型號為3290 '訊息面板'的19吋（48 cm）橙色灰階顯示器，它可以同時顯示四台IBM 3270的訊息。不過由於灰階LCD的競爭過於激烈，1987年IBM計畫將位於紐約的當時世界最大電漿顯示器生產線關閉。因此，Larry Weber、Stephen Globus及生產線的經理James Kehoe共同創立Plasmaco公司，並將該生產線買下來。此時Weber繼續在Urbana擔任首席技術官，直到1990年到紐約的Plasmaco工作。

### 1992
1992年Fujitsu發表世界上第一台21吋（53 cm）全彩螢幕。這台螢幕是伊利諾大學厄巴納-香檳分校及NHK STRL共同研發出來的。

### 1994
在1994年，韋伯在聖荷西的一場工業展覽中展示了彩色電漿技術。松下電器開始与Plasmaco共同發展該技術，直到1996年，松下將其併購。

### 1997
在1997年，富士通發表了第一台解析度為852x480，且為漸進式掃描的42吋電漿電視。飛利浦、先鋒及其他公司也相繼發表了42吋電漿電視。

### 2006 - 停產
在2006年晚期，分析家指出LCD會超越電漿，特別是之前以電漿為主力的40吋以上的市場。另一個工業趨勢是電漿面板製造廠持續合併，市面上流通的約50家廠牌的電視，製造廠只有5家。而在2008年第一季的全球電視出貨量指出，CRT的出貨量為2千2百萬台左右，LCD則為2千1百萬台，電漿則是280萬台，背投則是10萬台。
在2000年初，電漿電視是非常熱門的高畫質平板電視的選擇，而且當時擁有很多LCD沒有的優點，像是非常深邃的黑色、優越的對比度、快速的反應時間、更好的色彩表現、較寬的可視角度，而且當時而言無法將LCD的面板做大。電漿顯示器的顯示尺寸也一直持續的加大。在2008年位於內華達州拉斯維加斯的CES展覽上，松下電子展示了當時最大的電漿電視，顯示尺寸到達150吋（381 cm），330公分長，高度達到180公分。而在2010年位於拉斯維加斯的CES展覽，松下也推出了152吋2160p的3D電漿電視。不過，持續進步的超大型積體電路的製造技術將LCD的限制逐漸放寬，像是逐漸提升的尺寸、較輕的重量、更低廉的價格而且在電源消耗方面也可以跟電漿電視不相上下。
2006年1月13日，台朔光電舉行董事會，通過解散，並退出電漿電視市場。2012年2月，日立宣布退出等离子面板制造。2013年11月，松下公司宣布停产等离子面板及电视机。2014年7月1日，三星电子宣布将于2014年11月30日之后停产等离子电视机。2014年8月，LG电子宣布退出等离子电视业务。2014年11月，长虹停止等离子面板业务。至此，全球等离子面板走向落幕。

## 電漿顯示器基本工作原理
電漿螢幕的基本工作原理，跟CRT與日光燈有些像。基本上，電漿螢幕是由多個放電小空間所排列而成，每一個放電小空間稱為单元，而每一個单元是負責紅綠藍三色當中的一色，因此我們所看到的多重色調的顏色，是由三個单元混合不同比例的原色而混成的，而這個混色的方式，跟液晶螢幕所用到的混色方式其實是相近的。
每一個单元的架構，是利用類似日光燈的工作原理。也就是您可以把它當成是體積相當小巧的紫外光日光燈，當中使用解離的氦、氖、氙等種類的惰性混合氣體。當高壓電通過的時候，单元當中的氣體得以离子化而發出紫外光。
當单元受到高壓刺激產生紫外光之後，利用紫外光再去刺激塗佈玻璃上的紅、綠、藍色燐光質，進而產生所需要的紅光、綠光與藍光等三原色。透過控制不同的单元發出不同強度的紫外光，就可以產生亮度不一的三原色，進而組成各式各樣的顏色。
由於電漿螢幕是透過紫外光刺激燐光質發光，因此它跟CRT一樣，屬於自體發光，跟液晶螢幕的被動發光不同，因此它的發光亮度、顏色鮮豔度與螢幕反應速度，都跟CRT相近，所以PDP的亮度動輒能夠超過700nits以上，而LCD卻要到後期產品才能達到500nits以上的亮度。

## 名稱辨析

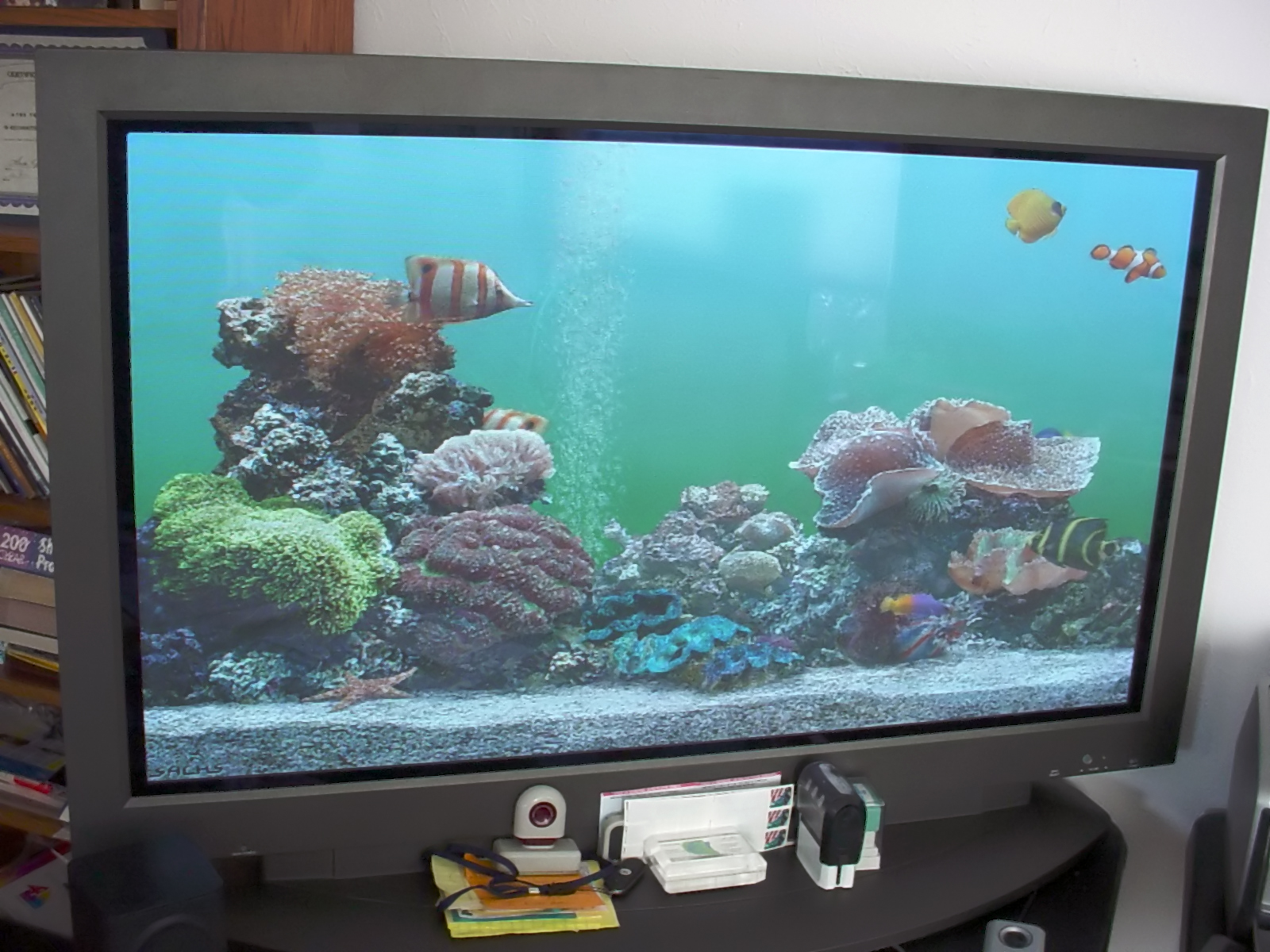
一台等离子电视

一般常聽到電漿顯示器的英文名稱為Plasma Display Panel（PDP）。而電漿電視則稱為Plasma TV。
要注意的是，電漿顯示器並不是液晶顯示器。後者的顯示器雖然也很輕薄，但是用的技術卻是大不相同。液晶顯示器通常會使用一到兩個大型螢光燈或是LED當作其背光源，在背光源上面的液晶面板則是利用遮罩的原理讓顯示器顯示出不同顏色。

## 原生解析度
電漿顯示面板的像素大小是固定的，因此電漿面板的最佳解析度就是原生解析度。常見的原生解析度有853×480、1,366×768及1,920×1,080（高畫質電視）三種。當輸入來源端的解析度不是原生解析度時，影像品質會因為視頻縮放處理器的性能及各製造商使用的縮放演算法而有差異。

### 增強型解析度電漿電視
早期的電漿電視使用840×480或是853×480的解析度，如果輸入較高畫質的訊號，會將該訊號降低到該解析度再輸出到面板上。

### 高畫質電漿電視
早期的高畫質電漿電視使用的是Fujitsu或是Hitachi的面板，提供1024×1024的解析度。要注意的是，該解析度的顯示方式是交錯式且像素非方形。
近代的高畫質電漿電視在42吋通常會使用1,024×768的解析度，在50~65吋使用1,366×768，或是42~103吋會使用1920×1080。這些電視通常都是正方形的像素，逐頁顯示的方式，而且是將較低解析度的訊號放大到面板的原生解析度。

#### 電漿電視定義的高畫質解析度
- 1024×1024
- 1024×768
- 1280×768
- 1366×768
- 1280×1080
- 1920×1080
- 2160p（實驗性）

## 電漿顯示器螢幕組成

電漿螢幕面板剖面圖

電漿螢幕的面板主要由兩個部份所構成，一個是靠近使用者面的前板製程（Front Process），其中包括玻璃基板（Glass Substrate）、透明電極（Transparent Electrode）、Bus電極（Bus-Electrode）、透明誘電體層（Dielectric Layer）、MgO膜（MgO Thin Film）。
另外一個是後板製程（Rear Process），其中包括有螢光體層（Phosphor Layer）、隔牆（Barrier Rib）、下板透明誘電體層（Dielectric Layer）、定址電極（Address Electrode）、玻璃基板（Glass Substrate）。所以負責發光的燐光質並不是在靠近使用者的那一面，而是在比較內部的部份。
由於控制電路必須要夾在前板製程與後板製程當中，因此在面板的組合過程當中，需要將前後板準確對齊，並且與控制電路作好搭配，確保在發光上不會有問題。在這個步驟當中，液晶面板需要有背光模組，但是PDP卻不需要，因為它是屬於自體發光。
單單只有面板也不夠，因為還要有高壓驅動電路，在搭配上功能不同的控制電路，才能夠達到螢幕的基本需求。電漿電視大多都會搭配專屬的電視盒，因為不管是影像輸入或者是Tuner，大多設計在電視盒當中，因此一台完整的電漿電視，是包括電漿螢幕與電視盒。

## 優點
1. PDP不需要在比較暗的環境去觀賞，且沒有視角問題，在任何環境燈光下，任何位置都可觀賞到最佳畫質。
2. 反應速度快。相比起液晶顯示屏要等候液晶改變排列的時間，電漿顯示屏的圖像顯示可以即時作出反應，不會出現顯像遲滯。
3. 面板尺寸大，厚度較傳統顯像管小。
4. PDP是由每個發光單體所構成的，所以特別清晰鮮明，不像CRT會有模糊不清、RGB三原色不集中、畫面歪扭及閃爍不定等令人視覺感官不舒服的問題。
5. 電漿的電磁波輻射只有CRT電視的1/100至1/1000。
6. 可以做成寬螢幕。

不同於液晶或投影式的發光原理，電漿顯示器的每個像素都能夠自己發光（主動性自發光），因此呈現較柔和的畫面，並且可到達170度左右的視角。除此之外，每個像素的反應時間短、色彩飽和度高、適合往大尺寸發展。電漿電視也是目前在整體畫質表現上非常接近並可超越映像管電視的新技術。此外，無輻射特性及不受外界磁性干擾特性，非常有利於家庭觀賞或劇院喇叭鄰近設置。像是Panasonic已經推出了152吋4k2k等級的電漿電視，PIONEER也推出超過NTSC標準色域約107%超高色飽和之「PURE VISION」電漿電視。Panasonic152吋電漿電視 （页面存档备份，存于）

## 缺點

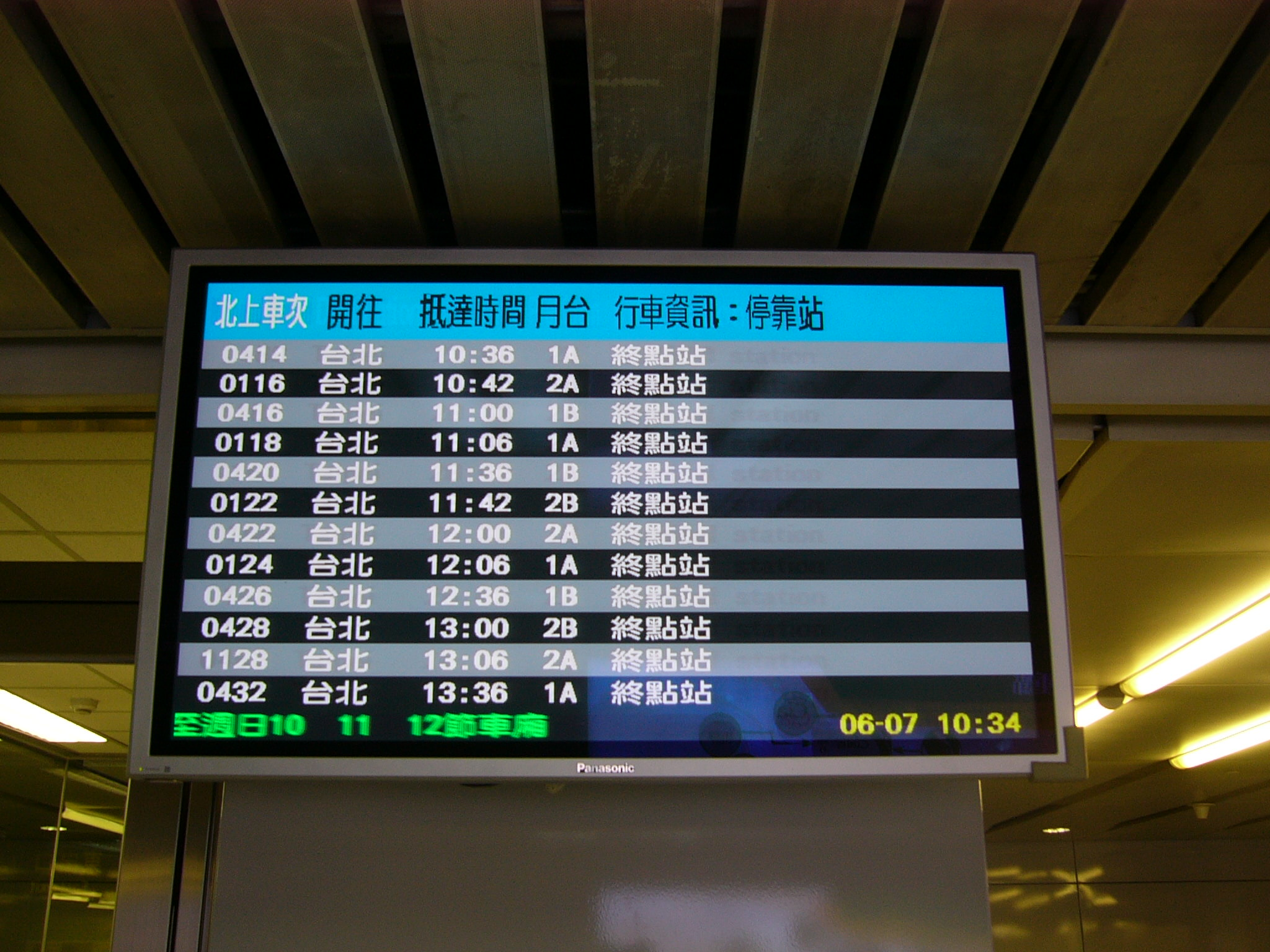
台灣高鐵台北車站的Panasonic TH-50PH10電漿顯示器

若是在明亮環境之中觀賞時，亮度對比略遜於液晶顯示器一籌。如果PDP的射線長時間照射同一位置，會加速該處熒光粉的老化，所以長時間顯示靜止畫面，在切換後會出現殘影。例如長時間在同一位置顯示相同顏色的電視台商標，會令PDP電視機容易在顯示器上產生永久的影像烙印並形成黑影。
PDP顯示時易生高熱，必須考慮散熱問題，此外亦有耗電問題 - 早期機種甚至達到一般家用除濕機的耗電功率，長期高溫會加速零件老化，縮短顯示器的壽命。
由於材料與結構性限制，讓電漿顯示器不能往20吋以下的小尺寸發展，乃為市場競爭上的最大弱點，由於液晶顯示器大型化的技術問題逐漸解決，電漿顯示器在大型顯示器的競爭力也大幅下降，由於電漿顯示器較液晶顯示器體積大和較耗電，在家居市場已漸漸經被液晶顯示器取代。
電漿顯示器結構較為複雜，整個顯示器由玻璃盒組成，所以重量大，也難以減小體積，不利於發展較細小的顯示器。由於玻璃盒要保持氣密性，對機械震動的忍耐性較低，在安裝於交通工具上受較大限制。
根據以上缺點，日本三家電漿顯示器大廠——松下電器（松下PDP）、富士通日立PDP、先鋒公司（PIONEER PDP）——已經花費多年持續改善。最顯著的為電力消耗方面，包含動靜影像的平均顯示時間內之電力消耗已經縮減到接近甚至比液晶顯示器還要低。這個改良技術乃是從發光特性為出發點，讓PDP顯示暗色時可以使用較小耗電功率；相反地，液晶顯示器卻還是使用同樣功率的背光模組來提供固定強度的光源，因此總耗電量有可能超過PDP，但近年又異軍突起了發光二極管的技術進步，可以在較低電流提供高亮度，大幅改善液晶顯示器背光亮度的問題，所以既然殺出了OLED這樣的程咬金後，使得PDP在耗電量方面也逐漸失去任何優勢，最終還是使電漿電視全球停產了。

## 外部連結
- Panasonic VIERA Official Site
- Howstuffworks （页面存档备份，存于）
- 電漿科學與平面顯示器 （页面存档备份，存于）